# Копаро
Копа̀ро (на италиански: Copparo, на местен диалект Cupàr, Купар) е град и община в Северна Италия, провинция Ферара, регион Емилия-Романя. Разположен е на 5 m надморска височина. Населението на града е 17 608 души (към 2007 г.).